# هوزوری (متروی استانبول)
هوزوری (انگلیسی: Huzurevi) یکی از ایستگاه‌های خط ام۴ متروی استانبول است.
این ایستگاه که در منطقه مال‌تپه قرار دارد در سال ۲۰۱۲ تأسیس شده‌است.